# Sternbach (Wüstung)

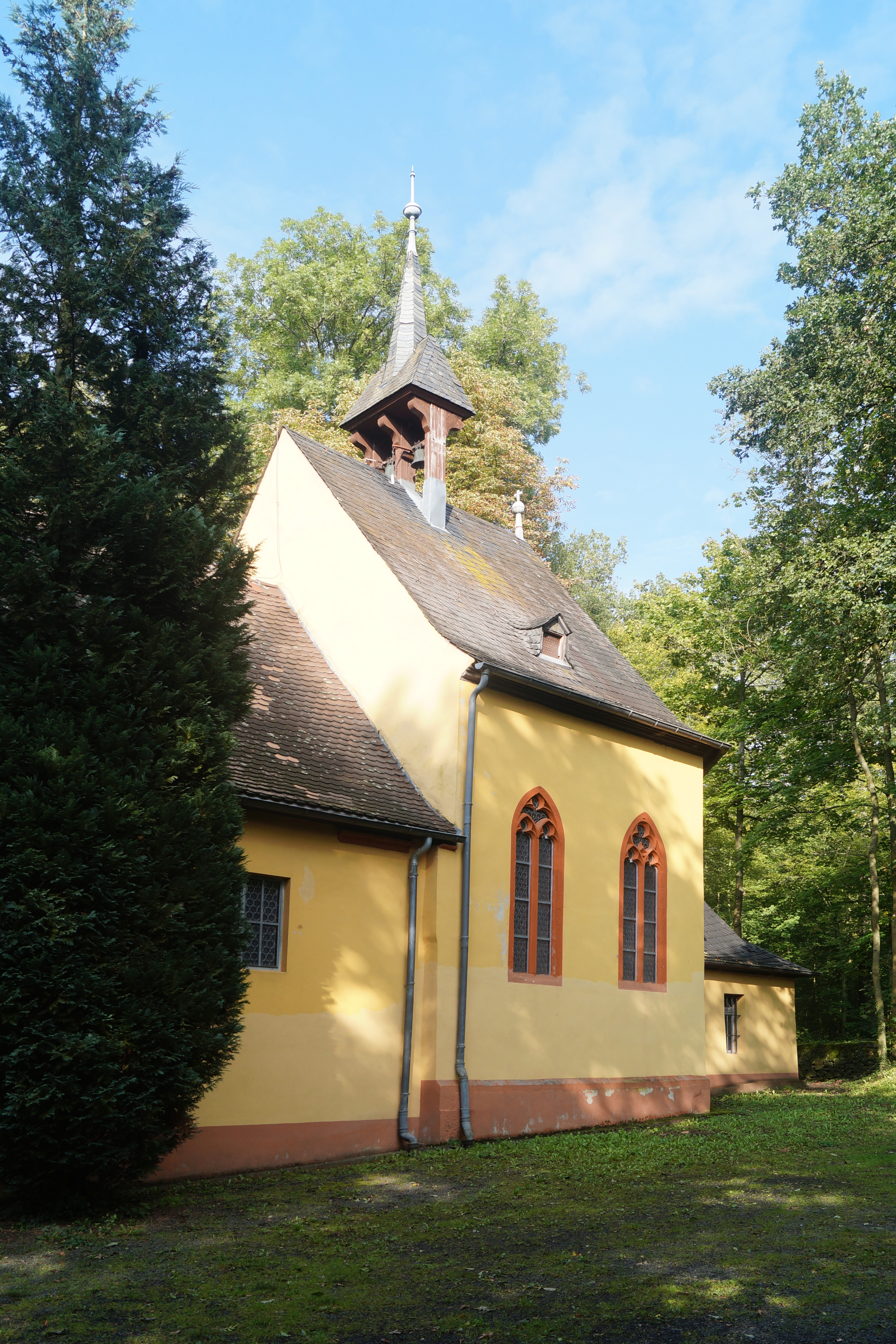
Ansicht der heutigen Kirche von Südwesten

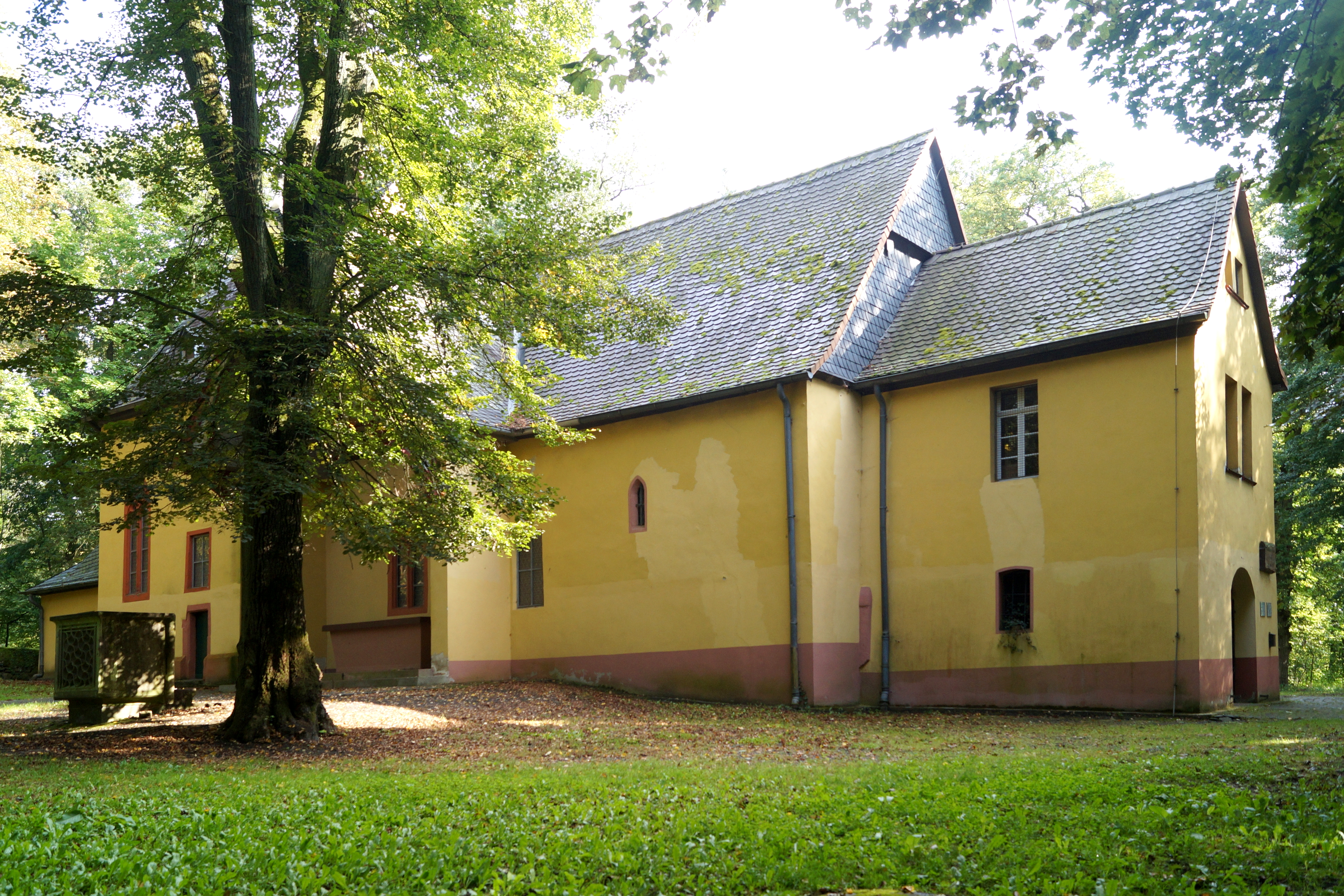
Sternbacher Kirche, Ansicht des Langhauses von Nordwesten

Sternbach (auch Sterrenbach) ist der Name einer Dorfwüstung auf dem Stadtgebiet von Niddatal im Wetteraukreis in Hessen. Der Ort fiel vermutlich im 16. Jahrhundert wüst. Von ihm übriggeblieben ist die ehemalige Pfarrkirche St. Gangolf, die heute als Wallfahrtskirche Maria Sternbach (auch Sternbacher Kirche) genutzt wird.

## Lage
Sternbach lag auf einer Höhe von 140 m ü. NHN am Weg zwischen Nieder-Florstadt im Norden und Bönstadt im Süden an der Stelle, wo der Weg zum benachbarten Wickstadt westwärts abgeht. Das Gelände ist heute größtenteils bewaldet, an der Südseite unterhalb der Kirche befindet sich ein Weiher am Rand einer nach Westen hin offenen Flurbucht. Der den Weiher durchfließende Bach trägt ebenfalls den Namen Sternbach und mündet über zwei Kilometer weiter südwestlich zwischen Wickstadt und Assenheim in die Nidda. Auf die Wüstung verweisen Straßennamen in Nieder-Florstadt und Bönstadt.

## Geschichte der Ortschaft
Der Ort wurde bereits im Jahr 778 in einer Schenkung des Abtes Beatus von Honau als „Sterrenbach“ erwähnt. Zu diesem Zeitpunkt schenkte iroschottische Mönch Beatus seine Eigenkirche dem Kloster Haina, zudem die benachbarte Kirche Michaelskirche zu Bauernheim sowie sechs weitere Eigenkirchen.
Weitere urkundliche Nennungen folgten in den Jahren 1231 (zweimal), 1233 und 1268. Aus dem späten 13. und dem 14. Jahrhundert liegen zahlreiche urkundliche Nennungen vor. Es zeichnen sich zwei hauptsächliche Besitzer ab, das Kloster Arnsburg und die Grafschaft Isenburg. Von den Grafen erhielten die Löw von Steinfurth das Kirchenpatronat zu Lehen, teilweise unter Beteiligung weiterer Ganerben. Die Pfarrei war Mutterkirche der Kirchen in Wickstadt und Bauernheim. Im 15. Jahrhundert gelang es dem Kloster Arnsburg, mehr und mehr Güter in seinen Besitz zu bringen und 1448 das Kirchenpatronat zu erwerben. Gegen Ende des 15. Jahrhunderts wurden die Nennungen weniger zahlreich und brachen im 16. Jahrhundert ganz ab.

## Sternbacher Kirche
Die heutige Kirche Maria Sternbach stammt aus verschiedenen Epochen: Während das flach gedeckte Langhaus romanischen Ursprungs ist, stammt der gotische Chor ausweislich einer Bauinschrift aus dem Jahr 1455. Die Vorhalle des Langhauses entstand erst im 19. Jahrhundert. Der barocke Hochaltar zeigt ein Alabasterrelief des Kirchenpatrons Sankt Gangolf der ursprünglichen Pfarrkirche.
Eine offene Kapelle südwestlich des Kircheneingangs stammt vermutlich aus der ersten Hälfte des 18. Jahrhunderts. Am Kirchhof sind noch Reste der ehemaligen Einfriedungsmauer erkennbar.
Heute nutzt die katholische Pfarrei St. Nikolaus in Wickstadt die Kirche für Wallfahrten.